# Marcel Dassault
Pour les articles homonymes, voir Dassault, Marcel Bloch et Bloch.
Ne doit pas être confondu avec Marcel Dussault.
Marcel Dassault, né Marcel Ferdinand Bloch le 22 janvier 1892 dans le 9e arrondissement de Paris et mort le 17 avril 1986 à Neuilly-sur-Seine, est un ingénieur, homme politique et entrepreneur français. Il est surtout connu comme une personnalité de l'aéronautique et PDG du Groupe Dassault qu'il a créé.

## Biographie

### Origines
Marcel Ferdinand Bloch est le fils d'Adolphe Bloch, médecin d'une société mutualiste, et de Noémie Allatini.
Marcel est le dernier d'une famille de quatre enfants : l'aîné Jules fait une carrière commerciale dans l'assurance, le deuxième Darius Paul Bloch devient général, le troisième, René, chirurgien des hôpitaux de Paris, meurt en déportation à Auschwitz.
Côté maternel, il est un petit-neveu du livournais Moïse Allatini, première fortune de Salonique et troisième fortune de l'Empire ottoman. Côté paternel, il descend d'une famille juive alsacienne, originaire de Fénétrange en Moselle (Lorraine). Son père, Adolphe Bloch né à Strasbourg en 1844, s'est installé à Paris après y avoir fait ses études.
La famille Bloch est apparentée à celles de Darius Milhaud et de Nissim de Camondo ainsi que celles des écrivains José de Bérys et Francine Bloch[réf. nécessaire].

### Formation
Marcel fait ses études secondaires au lycée Condorcet à Paris, avant d'entrer à l’École d'électricité Breguet (aujourd'hui l'ESIEE), puis d'intégrer l’École supérieure d'aéronautique et de construction mécanique (Supaéro) dont il sort diplômé en 1913. Marcel raconte dans son autobiographie qu'il est passionné par les exploits des aviateurs de son époque et décide d'embrasser la carrière aéronautique lorsque le 18 octobre 1909, en récréation dans la cour de l'école Breguet, il voit le Wright du comte de Lambert boucler la tour Eiffel.

### L'entre-deux-guerres

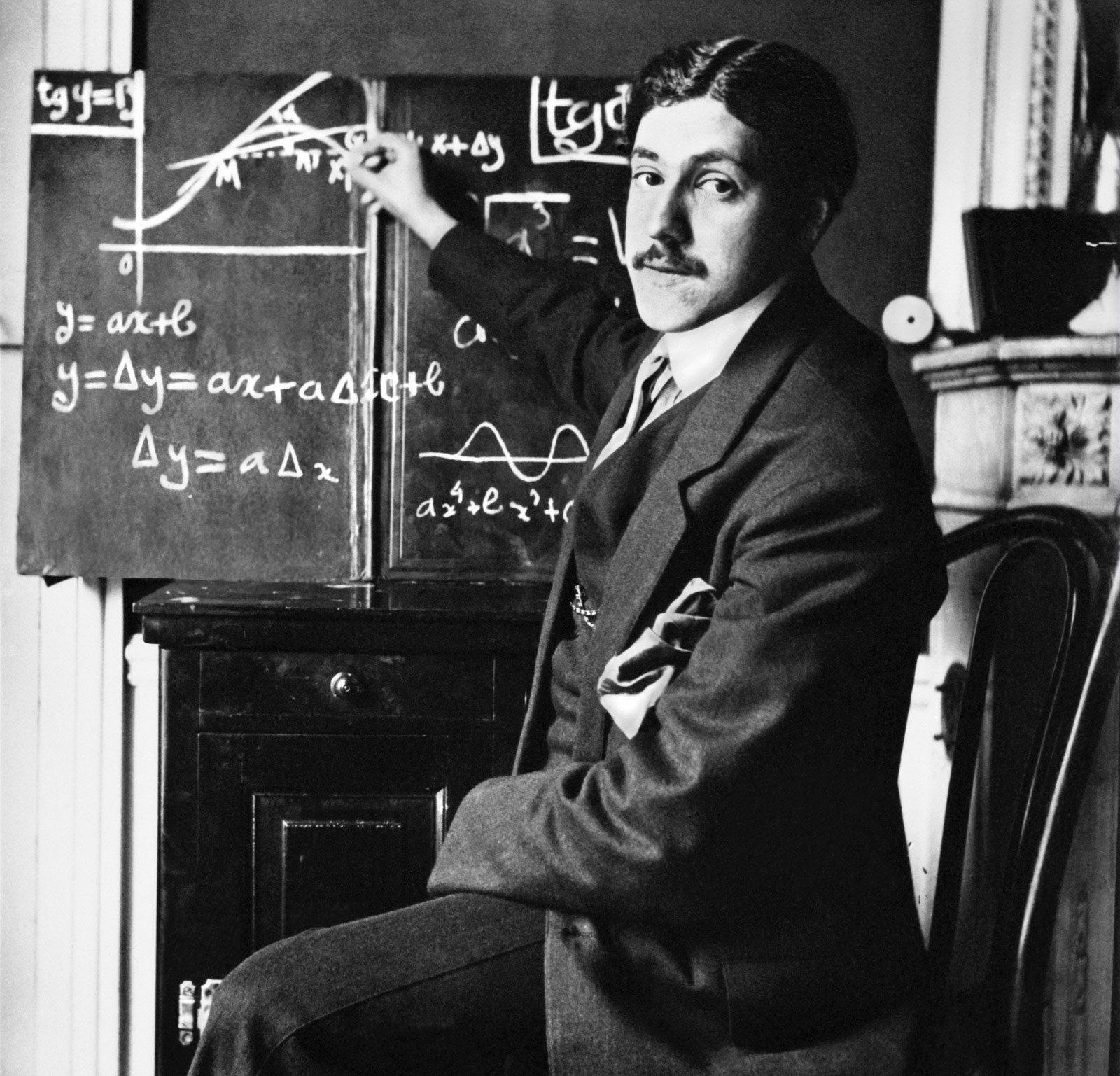
Marcel Bloch en 1914.

Marcel Bloch est incorporé le 9 octobre 1913 au 2e groupe aéronautique à Reims où il fait ses classes en compagnie de l'aviateur Dieudonné Costes. Le 1er février 1914, il est affecté au Laboratoire de recherches aéronautiques de Chalais-Meudon dirigé par le colonel Émile Dorand. En 1915, associé à un ancien élève de Supaéro, Henry Potez, il y dessine l'hélice Éclair pour répondre à un appel d'offres de l'aviation durant la Première Guerre mondiale. L'armée française retient cette hélice et deux autres encore, parmi les 253 prototypes qui lui sont présentés. En 1917, les deux hommes, toujours soldats, créent la SEA, Société d'études aéronautiques et reçoivent le renfort de Louis Coroller. L'objectif est de concevoir le prototype d'un avion complet, un biplace d'observation, le SEA IV. L'armée retient leur prototype et en commande 1 000. Au moment de l'armistice, le 11 novembre 1918, seulement 100 SEA IV ont été livrés. L'armée résilie alors le reste de la commande.
La paix revenue, le marché de l'aéronautique s'écroule. Potez persévère et crée sa propre compagnie d'aviation tandis que Bloch quitte le domaine aéronautique dans lequel il ne reviendra pas avant douze ans. Il se lance alors dans le commerce de meubles, dans l'immobilier et dans la carrosserie automobile.
En 1928, Raymond Poincaré, alors président du Conseil, institue un ministère de l'Air chargé de soutenir le développement aéronautique par des ingénieurs. C'est l'occasion pour Marcel Bloch de revenir à l'aéronautique en créant la Société des avions Marcel Bloch en 1931 et de recevoir la commande de 20 avions sanitaires à la fin de cette même année. En 1933, pour honorer une commande plus importante de bombardiers bimoteurs Bloch 200, Marcel Bloch en sous-traite la fabrication aux usines de son ami Potez, avant de s'installer à Courbevoie dans une usine qui compte 700 ouvriers en 1935.
Durant le Front populaire, en 1936-1937, la société Bloch est nationalisée et incorporée à la Société nationale des constructions aéronautiques du sud-ouest (SNCASO), société d'économie mixte dans laquelle l'État est actionnaire majoritaire. Marcel Bloch est nommé administrateur délégué, c'est-à-dire principal dirigeant de la SNCASO. Outre l'usine de Courbevoie, la SNCASO possède une usine à Bordeaux et une autre à Rochefort.
Grâce au montant de l'indemnisation reçue lors de la nationalisation, décembre 1936, il fonde un bureau d'études, la Société anonyme des avions Marcel Bloch (SAAMB). La SNCASO fait développer ses projets par ce bureau d'études, qui perçoit de substantiels droits de licence. Cette situation lucrative vaudra à l'avionneur de devenir la cible d'attaques de l'extrême-droite, en particulier à travers l'hebdomadaire Gringoire.
La course aux armements qui précède la Seconde Guerre mondiale se traduit par une croissance spectaculaire du secteur aéronautique. La SNCASO passe de 1 500 ouvriers en 1937 à 7 000 en 1940. Une nouvelle usine est construite à Châteauroux. Marcel Bloch qui dispose d'une usine à Saint-Cloud, dans l'ouest de la région parisienne, en fait construire une autre à Thiers dans le Puy-de-Dôme, et fonde Bordeaux-Aéronautique, le 17 octobre 1939.
Au début de l'année 1940, pour mettre un terme aux attaques dont il est l'objet, notamment du fait des liens ambigus entre la SNCASO et la SAAMB, Marcel Bloch démissionne de son poste d'administrateur délégué de la SNCASO dans le Puy-de-Dôme.

### Les difficultés durant la Seconde Guerre mondiale
Après la défaite de la France et l'armistice qui suit, Marcel Bloch se retire dans sa villa de Cannes située en zone libre, alors que son frère, le général Darius Paul Bloch se rallie secrètement à de Gaulle immédiatement après son appel du 18 Juin.
En juillet 1940, le constructeur allemand Focke-Wulf commande deux cents Bloch 175. Cependant Gringoire continue de se déchaîner contre le « Juif Marcel Bloch ». Le 6 octobre 1940, il est arrêté à Cannes et interné administrativement par le gouvernement de Vichy d'abord dans l'Indre, à Pellevoisin, puis en Ardèche, à Vals-les-Bains, avec un certain nombre de personnalités dont Marx Dormoy, Vincent Auriol, Georges Mandel, Jules Moch et quelques autres dont Eugène Montel, maire de Colomiers (siège d'usines Dassault après la guerre). Le ministre de l'Intérieur Marcel Peyrouton obtient de son collègue de l'Air, le général Bergeret, qu'il soit libéré en janvier 1941 et assigné à résidence à Thiers où une usine aéronautique est en construction. Sa libération déclenche une nouvelle campagne de presse, Au Pilori se joignant à Gringoire pour demander que Bloch soit jugé pour avoir « extirpé à l’État français la coquette somme de cent millions de francs pour une certaine convention de licence ». Bloch rédige un mémoire de onze pages pour répondre aux attaques, mais Bergeret obtient qu'il soit à nouveau incarcéré à Thiers le 9 avril 1941, puis transféré à la maison d'arrêt de Riom. Libéré sous caution le 13 octobre 1941 après que la chambre d'accusation eut débouté l'appel de Bergeret, il est arrêté quelques heures après sa sortie sur ordre du même Bergeret et à nouveau interné administratif à Vals-les-Bains. Ses compagnons de détention sont alors Paul Reynaud et le colonel Groussard et de nouveau Georges Mandel et le général Cochet. Ses problèmes de santé justifient son transfert, en mars 1943, à la prison-hôpital d'Écully, près de Lyon où il séjourne jusqu'en mars 1944. Pendant sa détention à Thiers, le Commissariat général aux questions juives envoie aux directions régionales du service d'épuration économique de Marseille et de Limoges l'ordre de procéder à des enquêtes sur les sociétés Bloch et sur les conditions dans lesquelles ont été construits un certain nombre d'avions, mais le comité d'organisation de l'aéronautique dirigé par Joseph Roos parvient à faire traîner les processus d'aryanisation si bien qu'aucune entreprise d'aéronautique n'est véritablement aryanisée selon les lois de Vichy. En 1942 cependant, les autorités allemandes de la Militärbefehlshaber in Frankreich (MBF, le Commandant militaire allemand en France) nomment un administrateur provisoire de l'entreprise Bloch à Saint-Cloud, Jean de Broë tandis que Claude de Cambronne devient le représentant provisoire pour la zone libre. Henri Deplante, engagé par Bloch en 1930 et responsable du bureau d'études de la SNCASO en 1940, replié sur Châteauroux, puis sur Mandelieu est sollicité en septembre 1942 pour rejoindre la région parisienne et travailler avec les Allemands, mais il refuse et passe en Espagne après l'invasion de la zone libre en novembre 1942.
Les raisons précises pour lesquelles Marcel Bloch est arrêté par la Gestapo en mars 1944 ne sont pas très claires. Toujours est-il qu'il est interné à la prison Montluc, à Lyon, où son compagnon de cellule est André Frossard. Madeleine, épouse de Marcel, et Claude, leur fils aîné, ont été également arrêtés le 30 mars, mais relâchés le lendemain. Marcel les retrouve avec son autre fils Serge au camp de Drancy, où il est transféré au mois de juillet. Il est cependant déporté sans sa famille à Buchenwald, par le convoi du 17 août 1944. À Buchenwald, il porte le triangle rouge des prisonniers politiques. De santé fragile et âgé de 52 ans, Marcel Bloch peut redouter de ne pas survivre longtemps dans un camp de concentration particulièrement dur, mais il est repéré par Frager et signalé auprès du « Comité des intérêts français » dirigé par Marcel Paul, membre du Parti communiste français et chef de l'organisation clandestine du camp, et également par Albert Baudet. C'est à cette organisation qu'il doit d'être encore vivant à la libération du camp en avril 1945. Il manifestera par la suite sa gratitude en nommant Albert Baudet directeur de la publicité du magazine Jours de France et en versant chaque année une somme d'argent au journal L’Humanité et à la Fédération nationale des déportés et internés résistants et patriotes (FNDIRP). Il témoignera publiquement en faveur de l'action de Marcel Paul à Buchenwald.

### Le succès après-guerre
En 1946, il fait changer son patronyme en Bloch-Dassault (décret paru au Journal officiel du 4 décembre 1946), puis en Dassault (décret paru au Journal officiel du 15 février 1949). Dassault est tiré du nom de code Chardasso, « char d'assaut », un des pseudonymes utilisés par son frère, le général Darius Paul Bloch, dans la Résistance, (assault étant la traduction anglaise d'assaut).
Tout juste après la guerre, la France bénéficie du plan Marshall, et fait partie de l'OTAN. L'entreprise de Marcel Dassault obtient une commande de construction d'une nouvelle flotte d'avions qui serait la première pour l'armée de l'air française avec des moteurs à réaction. C'est un des plus grands contrats d’armement qui représente un pourcentage non négligeable du plan Marshall. C'est ce contrat qui a permis à Marcel Dassault de se différencier et se distinguer des autres industriels d'aviation.
Marcel Dassault se convertit au catholicisme en 1950. En 1956, il est élevé à la dignité de grand-croix de la Légion d'honneur, plus haute distinction française.
Sa société devient la société des avions Marcel Dassault, puis la Générale aéronautique Marcel Dassault (GAMD), qui produit les premiers avions à réaction français : Ouragan (1949), Mystère II (1952), Mystère IV (1954), Super-Mystère B-2 (1955), Mirage III (1956), Mirage IV (1959) qui équipent les forces nucléaires françaises et l'avion civil, bi-réacteur d'affaires Mystère-Falcon (1963). Puis le Mirage F1 dont le premier vol a lieu en 1966. Une division électronique est également créée en 1954 pour le développement de radars.
Absorbant les usines Breguet, la GAMD est renommée avions Marcel Dassault-Breguet aviation (AMD-BA) en 1971. Elle produit alors l'Alpha Jet (1973) avec l'allemand Dornier, avion d'entraînement qui équipe entre autres la Patrouille de France, le Jaguar avec British Aircraft Corporation, le Mirage 2000 (1978), l'avion de transport de passagers Mercure (1973), le Rafale (2001) et des évolutions de la série des Falcon. Il se crée ainsi un groupe industriel militaire et civil centré sur l'aviation, l'électronique (Électronique Marcel Dassault) et l'informatique (Dassault Systèmes). Après l'élection de François Mitterrand comme président de la République, en 1981, Marcel Dassault échappe à la nationalisation en faisant don à l'État de 26 % de ses actions. En 1990, la société AMD-BA est renommée Dassault Aviation et devient leader mondial dans ce domaine.
Il s'intéresse également à la presse en créant un hebdomadaire, Jours de France, concurrent de Paris Match, dans lequel il fit une part belle à l'aviation et à ses idoles Chantal Goya et Thierry Le Luron. Lui-même y tenait une rubrique, « le Café du commerce ». L'hebdomadaire, dont il est propriétaire, est distribué aux habitants de sa circonscription,.
En 1962, il fait aussi partie des actionnaires fondateurs de Minute.
Gaulliste, il est député des Alpes-Maritimes, puis sénateur de l'Oise jusqu'à sa mort à 94 ans. Il joue un rôle dans le début de la carrière de Jacques Chirac, fils d'un de ses collaborateurs, en le recommandant à Georges Pompidou. Doyen de l'Assemblée nationale de 1978 à 1986, il ouvrit, le jeudi 2 juillet 1981, la première législature de gauche de l'histoire de la Cinquième République.

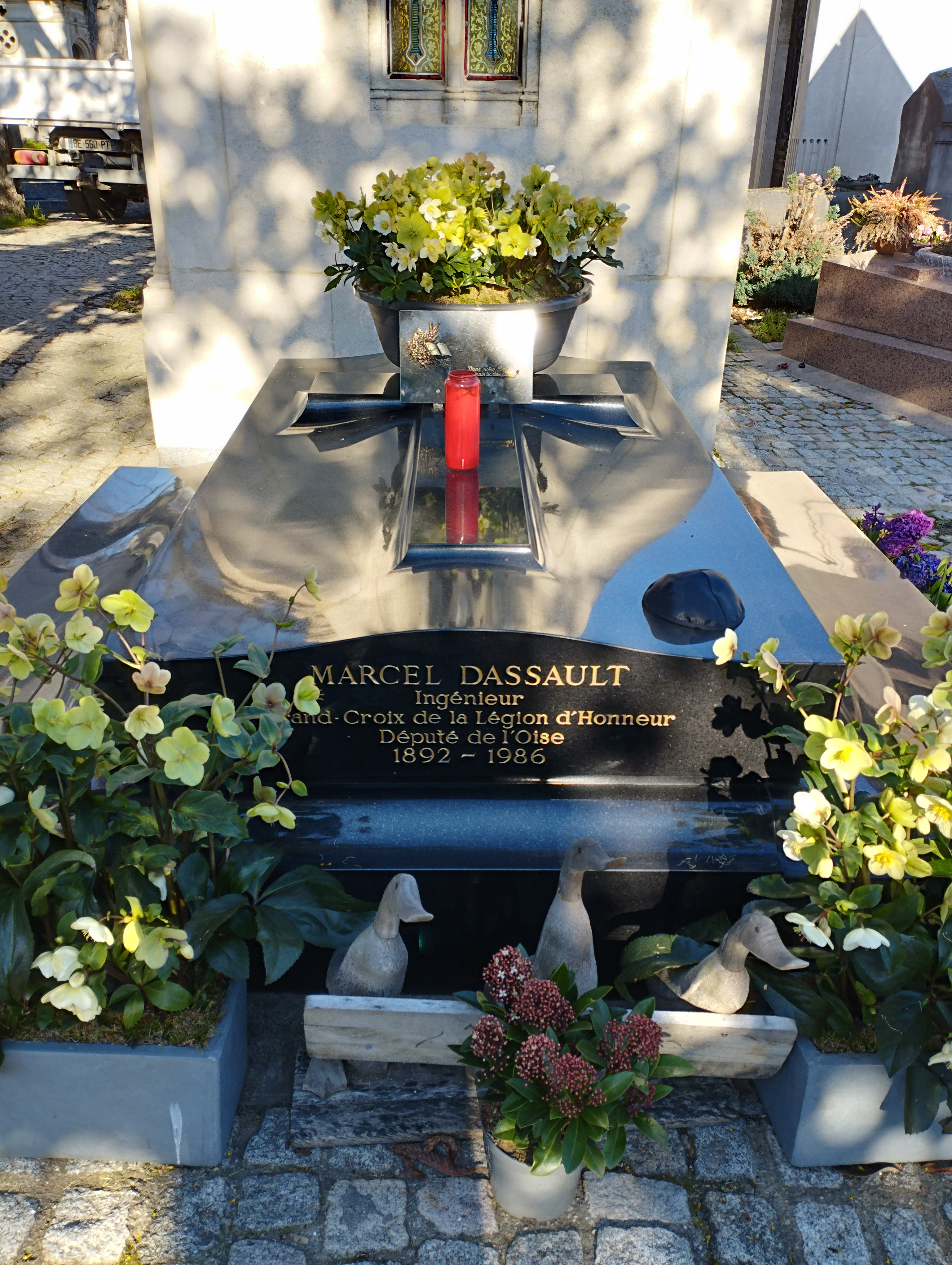
Tombe de la famille Dassault au cimetière de Passy (division 8).

Le 22 mai 1964, alors qu'il rentre avec son épouse en voiture d'un dîner en ville, celle-ci est enlevée sous ses yeux par des truands exigeant une rançon pour sa libération. Ils seront arrêtés et sa femme libérée deux jours plus tard. Le 20 octobre 1984, Action directe organise un attentat à la bombe contre son usine de Saint-Cloud.
Fondateur de la Banque commerciale de Paris, dirigée par Albin Chalandon, il la fusionne en 1971 avec la Banque Vernes, donnant naissance à la Banque Vernes et commerciale de Paris. Il prend 30 % du capital de la nouvelle banque l'année suivante.
Au palmarès des plus grandes fortunes de France, il arrive premier en 1985 avec sept milliards de francs[réf. souhaitée].
Marcel Dassault s'éteint le 17 avril 1986 à l'hôpital américain de Neuilly, à l'âge de 94 ans. Il a droit à un hommage exceptionnel de la part du gouvernement Chirac qui organise ses obsèques en la cathédrale du diocèse aux armées, Saint-Louis-des-Invalides, le 22 avril, geste unique envers un industriel français. Il est enterré au cimetière de Passy à Paris (8e division). Son épouse Madeleine (née Minckès) meurt en 1992 à 91 ans.

## Postérité
Son fils aîné, Claude (1920-2011), est autiste, et c'est le fils cadet Serge (1925-2018) qui prend la succession de son père à la tête du groupe. Serge Dassault aura quatre enfants : Olivier (1951-2021), Laurent (1953), Thierry (1957) et Marie-Hélène (1965) qui exercent diverses fonctions dirigeantes dans les sociétés familiales.
Régis Franc s'est inspiré de lui dans ses trois tomes de Tonton Marcel - Capitaine d'Industrie, aux éditions Casterman.
Hergé a également été inspiré par Marcel Dassault pour créer le personnage de Laszlo Carreidas (album Vol 714 pour Sydney), un grand ingénieur aéronautique dont la firme produit un jet d'affaires révolutionnaire, mais qui est affligé de travers peu reluisants.

### Prix Marcel-Dassault
Ce prix apporte son soutien à la Fondation FondaMental pour améliorer la recherche sur les maladies mentales :
- 2012 : Angela Sirigu et Stéphane Jamain – autisme et troubles bipolaires
- 2013 : Dr Luc Mallet et Pr Frank Bellivier – troubles obsessionnels compulsifs (TOC) et troubles bipolaires
- 2014 : Pr Joël Swendsen et Philippe Courtet – vulnérabilité neuropsychologique
- 2015 : Philip Gorwood et Laurent Groc – vulnérabilité aux addictions et troubles psychotiques
- 2016 : Nicolas Glaichenhaus - schizophrénie
- 2017 : Joël Doré – lien entre microbiote intestinal et autisme
- 2018 : Dr Lucile Capuron - dépression
- 2019 : Dr Andreas Frick - autisme
- 2022 : Pr Raoul Belzeaux - bipolarité[46]

## Cinéma

### Producteur
- 1974 : Les Chinois à Paris de Jean Yanne[47]
- 1980 : La Boum de Claude Pinoteau
- 1982 : La Boum 2 de Claude Pinoteau
- 1982 : Jamais avant le mariage de Daniel Ceccaldi
- 1983 : L'Été de nos quinze ans de Marcel Jullian
- 1984 : La Septième Cible de Claude Pinoteau
- 1984 : Les parents ne sont pas simples cette année de Marcel Jullian

### Scénariste
- 1979 : Le Temps des vacances de Claude Vital
- 1982 : Jamais avant le mariage de Daniel Ceccaldi
- 1983 : L'Été de nos quinze ans de Marcel Jullian
- 1984 : Les parents ne sont pas simples cette année de Marcel Jullian

### Personnage
- 2013 : Dassault, l'homme au pardessus d'Olivier Guignard.

## Distinctions
- Grand-croix de la Légion d'honneur (10 juillet 1956)[48]
- Croix de guerre 1939-1945
- Médaille de l'Aéronautique

## Hommages
- Plusieurs voies publiques ont été nommées d'après Marcel Dassault dont :
  - la place Marcel-Dassault à Fénétrange (Moselle) près de la maison où vivait son grand-père Louis Bloch et à Blagnac ;
  - le rond-point des Champs-Élysées, rebaptisé Rond-point des Champs-Élysées-Marcel-Dassault en 1992 et rond-point Marcel-Dassault à Istres ;
  - un boulevard à Jonage, Beauvais, Biarritz, Colomiers, Goussainville et à Castelnau-le-Lez, une rue à Boulogne-Billancourt, Calais, Bondy, Neuilly-Plaisance, Noisy-le-Grand, Reims, Ennery et Velizy-Villacoublay, une avenue à Tours, Élancourt, Toulouse, Bordeaux, Argonay, Montfermeil, un quai à Saint-Cloud et Suresnes, ainsi qu'une impasse à Feuquières ;
  - une place à Déols, au bout de la piste de l'aéroport, dans le bâtiment où il avait son bureau à l'époque de la société SNCASO. Actuellement[Quand ?], ce bâtiment appartient à la société Alliance Healthcare France, et la grande salle de réunion s'appelle « salle Marcel-Dassault ».
- Un parc à Saint-Jean-de-Védas et Beauvais.
- Deux lycées portent son nom à Mérignac (Gironde) et à Rochefort (Charente-Maritime).
- La promotion 2015 de l'École de l'air, école qui forme les officiers de carrière de l'Armée de l'air, située sur la base aérienne 701 de Salon-de-Provence, a reçu comme nom de baptême le 1er juillet 2016 : « Promotion Marcel Dassault ».